# Tilapa, Puebla
Tilapa là một đô thị thuộc bang Puebla, México. Năm 2005, dân số của đô thị này là 8194 người.